# 座頭市千両首
『座頭市千両首』（ざとういちせんりょうくび）は、1964年の日本映画。勝新太郎の代表作、座頭市シリーズの第6作。第2作『続・座頭市物語』から2年・4作ぶりに、勝とその兄である城健三朗=若山富三郎との共演作品となっている。

## あらすじ
3年前、心ならずも斬った吉蔵という男の墓参りに、市は上州板倉村へとやってきた。祝いの真っ最中だった村人に聞くと、3年続きの凶作からやっとのことで捻出した上納金・千両が工面できたと言う。
市も村人と共に宴に参加させてもらった。
翌朝、上納金を護送する農民達が峠に差しかかった時、3人の浪人とやくざ者たちが前後から襲ってきた。乱闘の中、上納金の入った千両箱は崖を転げ落ち、たまたま通りかかった市が千両箱とは知らずに腰掛ける。崖を下ってきたやくざ者達は市を襲うがすぐさま斬られ、何人かは逃げていく。事情を知らぬ市が去った後、千両箱は浪人たちが持ち去る。
村に逃げ帰った農民たちは、襲ってきたやくざ者から国定忠治一家の仕業と疑い、市もその仲間と決め付け、戻ってきた市を激しくなじる。忠治の無実を信じる市は農民たちを何とか説得し、忠治の篭る赤城山へと一人向かう。
あちこちに張り巡らされた鳴子を避けて、市がたどり着いた忠治一家はすでに追い詰められており、忠治自身も憔悴しきっている。農民たちを襲ったやくざ者はやはり忠治の子分であったが、忠治はあずかり知らぬことであり、子分たちが忠治の窮地を慮っての勝手の行動であったこともわかる。しかし千両箱は持ち去っていないと泣きながら白状する子分たちを、忠治は縁を切ることで市に詫びる。
捕吏の迫る赤城山から逃れることを決めた忠治一家から少年・勘太郎を預かった市は、忠治と別れの水盃を交わし、囮となって山を下っていく。
勘太郎を預けるため、伊勢崎の安右衛門のもとを訪れた市は、忠治を捕らえようとしていた役人の手先となっている百々村のやくざ・紋次の存在を知る。やくざ者でありながら十手を預かるという二束の草鞋を履く行為を嫌う市は、紋次の賭場へと向かう。
紋次の賭場で荒稼ぎする市の前に凄腕の浪人・仙場十四郎が現れ、居合い斬りの勝負を挑む。宙に投げられた一文銭を斬る神業で勝負に勝った市は、客人として迎えられる。紋次に雇われている2人の浪人は、十四郎ばかりが厚遇を受けていることに不満を募らせていたが、その愚痴を聞いていた市に全てを吐かされる。上納金強奪は代官・松井軍太夫の指図であったことを知った市は、翌朝代官所を訪れるが、十四郎によってその場は引き取らざるを得なかった。
板倉村へ戻った市は、さらなる上納金を納めるよう強要された農民たちを代表して強訴に及んだ庄屋・清右衛門が、明朝処刑されることを聞く。翌未明、囚人籠に乗せられ護送される清右衛門を救い出した市は、そのまま代官所へと向かう。代官所では代官・松井と紋次、十四郎が仲間割れをおこし、紋次は代官に殺され、代官は市に斬られる。奪われた千両箱を村へ持ち帰ろうとする市を呼び止めた十四郎は、金には興味はなく、ただ市を斬りたいだけと告げ、勝負を約束して市を逃がす。
取り返された庄屋と千両箱に農民たちが沸き返る中、市は一人、十四郎との勝負に向かう。

## スタッフ
- 企画：浅井昭三郎
- 原作：子母沢寛
- 脚本：浅井昭三郎、太田昭和
- 監督：池広一夫
- 撮影：宮川一夫
- 録音：大谷巌
- 音楽：斎藤一郎
- 照明：中岡源権
- 美術：西岡善信
- 色彩技術：田中省三
- 編集：谷口孝司
- スチール：三浦康寛
- 製作主任：小沢宏

## 出演
- 座頭市：勝新太郎
- 仙場十四郎：城健三朗
- 女馬子お千代：坪内ミキ子
- 国定忠治：島田正吾
- お吟：長谷川待子
- 百々村の紋次：天王寺虎之助
- 代官松井軍太夫：植村謙二郎
- 日光の円蔵：石黒達也
- 板割の浅太郎：丹羽又三郎
- 百姓岩次郎：片岡彦三郎
- 庄屋清右衛門:林寛